# José Manuel Soria
Pour les articles homonymes, voir Soria (homonymie).
José Manuel Soria López, né le 5 janvier 1958 à Las Palmas de Gran Canaria, est un homme politique espagnol, membre du Parti populaire (PP).
Il est ministre de l'Industrie, de l’Énergie et du Tourisme entre le 22 décembre 2011 et le 16 avril 2016.

## Biographie

### Famille
José Manuel Soria possède des origines familiales dans la commune de Telde aux Îles Canaries. Son père, Manuel Soria Segovia possédait une entreprise d'exportation de fruits. Il est marié avec une procureure avec laquelle il a deux fils.

### Vie professionnelle
Il est diplômé en sciences économiques et entrepreneuriales.
Il est analyste de marché pour le Venezuela et les Caraïbes à l'ambassade d'Espagne basée à Caracas entre 1980 et 1981. Depuis 1984, il est technicien commercial de l’État. Il est professeur de macroéconomie et d'économie internationale au Centre d'études commerciales de Madrid, de 1984 à 1989.
Il a fait de plus partie des conseils d'administration de plusieurs entreprises publiques : Aldeasa (1987), Initec (1988-1989) et de la Banque de Crédit Industriel (1988-1989).

### Vie politique

#### Débuts
Conseiller au cabinet du ministre de l'Économie et des Finances Carlos Solchaga entre 1986 et 1987, il est chef du cabinet du secrétaire d'État au Commerce Apolonio Ruiz Ligero de 1988 à 1989.

#### Maire de Las Palmas de Gran Canaria
Après la tenue des élections municipales du 28 mai 1995 au cours desquelles il obtient la majorité absolue au sein du conseil municipal, il est élu maire de Las Palmas de Gran Canaria le 17 juin suivant. Il est réélu à ce poste pour un second mandat lors des élections du 13 juin 1999, où il affronte notamment le socialiste Sebastián Franquis.
Ce second mandat coïncide avec son élection à la présidence du Parti populaire (Espagne) des Canaries (PPC) et lui permet de se faire connaitre comme soutien auprès de José María Aznar, alors président du gouvernement.

#### Président du Cabildo insulaire de Grande Canarie
Après les élections locales du 25 mai 2003 où sa liste obtient le plus grand nombre de suffrages, il prend la présidence du Cabildo insulaire de Grande Canarie.
Il mène alors plusieurs chantiers routiers afin de faciliter la modernisation des quartiers historiques. L'objectif de ces mesures est d'inscrire ces derniers au Patrimoine de l'humanité par l'UNESCO. Toutefois, la crise économique de 2008 n'a pas permis la réalisation complète des travaux par manque de moyens financiers. L'opposition qualifie son action de « basse gestion ».

#### La censure de 2007
Les élections locales du 27 mai 2007 voient la victoire de son parti qui n'obtient cependant qu'une majorité relative. En qualité de tête de la liste majoritaire, il assure sa propre reconduction au poste de président du Cabildo.
Toutefois, une alliance entre le Parti socialiste ouvrier espagnol (PSOE) et Nouvelles Canaries (NC) fait voter une motion de censure à son encontre le 9 juillet suivant.

#### Gouvernement autonomique
Député au Parlement des Canaries depuis 2003, il est nommé vice-président et conseiller à l'Économie et aux Finances du gouvernement autonomique formé par Paulino Rivero, de la Coalition canarienne (CC) le 24 juin 2007. Il démissionne le 19 octobre 2010, après avoir rompu avec la CC.
Aux élections locales du 24 mai 2011, il remporte la majorité relative des sièges mais Rivero associe la CC avec le PSOE, ce qui maintient Soria dans l'opposition.

#### Député au Congrès
Aux élections législatives anticipées du 20 novembre 2011, il postule au Congrès des députés dans la circonscription de Las Palmas. Avec 51,03 % des voix, il pourvoit cinq des huit mandats en jeu et se fait élire député national. En conséquence, il renonce à son siège au parlement autonomique.

#### Ministre de l'Industrie, de l’Énergie et du Tourisme

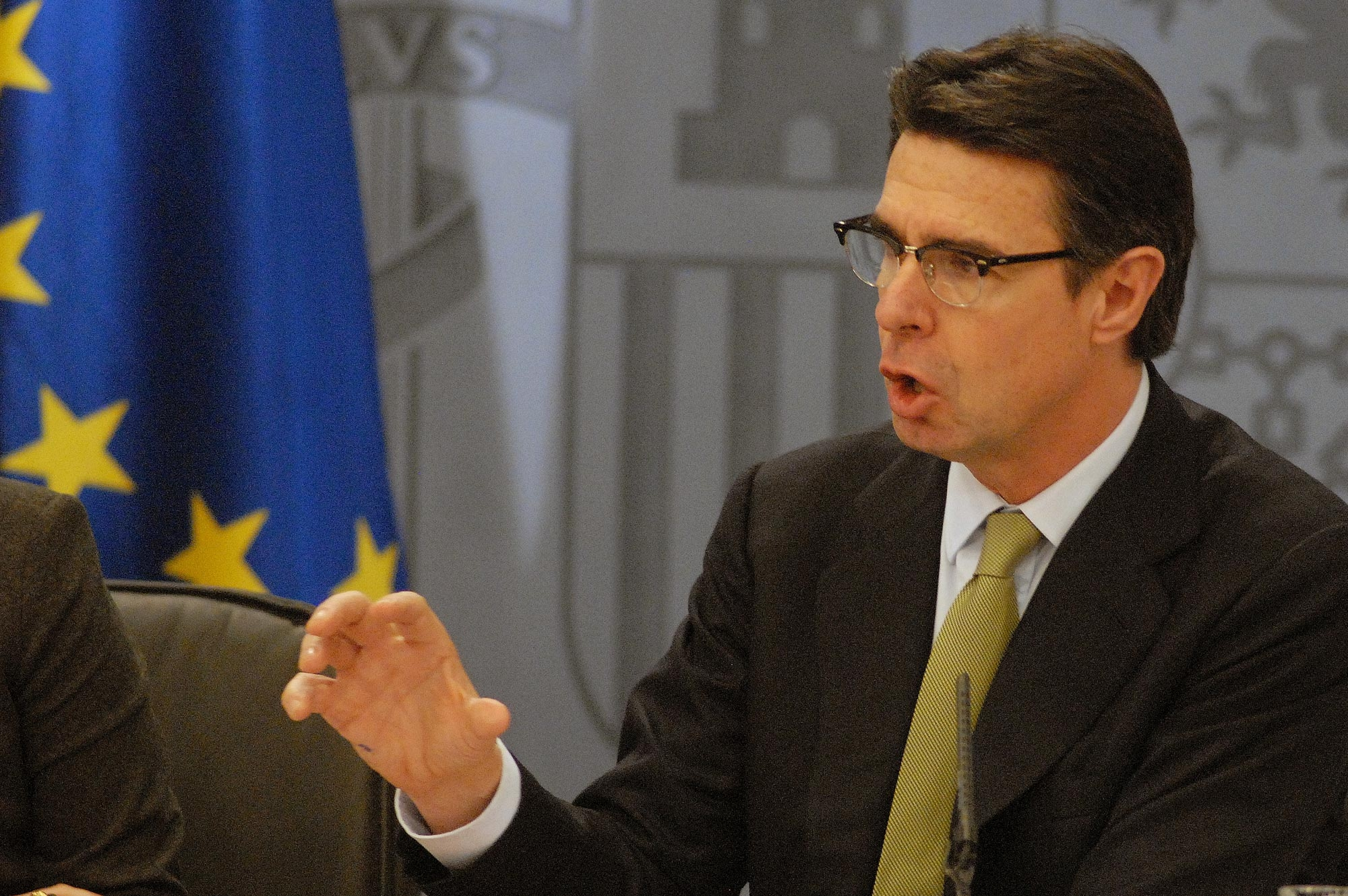
José Manuel Soria durant la conférence de presse postérieure au conseil des ministres, en janvier 2012.

Le PP ayant remporté les élections, Mariano Rajoy devient président du gouvernement. Le 22 décembre, il nomme José Manuel Soria ministre de l'Industrie, de l’Énergie et du Tourisme. Il décide alors de prolonger le fonctionnement de la centrale nucléaire de Garoña de huit ans et instaure un moratoire sur les investissements de particuliers dans les énergies renouvelables.
Il défend le 17 mai 2012 la ratification du décret-loi gouvernemental modifiant le mode de désignation du président de la radio-télévision publique (RTVE), réduisant la majorité requise au Congrès des trois cinquièmes à la majorité absolue. Ce texte, qui remet en cause une loi votée sous la législature précédente, est adopté avec les seules voix du PP et permet au parti majoritaire de désigner son candidat à la direction de la RTVE.
Il se représente au cours des élections générales du 20 décembre 2015, toujours dans la province de Las Palmas. Il est réélu, sa liste remportant 28,18 % des voix et trois sièges des huit en jeu.

#### Fin de vie politique
En avril 2016, deux journaux espagnols révèlent que son nom est associé au vaste scandale des Panama Papers : il aurait été administrateur d'une société offshore aux Bahamas. Le 12 avril 2016, il nie les accusations devant les journalistes dans les couloirs du Congrès des députés. Le PSOE, Podemos et Ciudadanos demandent sa démission, ce qu'il refuse. La presse dévoile après qu'il a été avec son frère administrateur d'une société à Jersey.
À la suite de ces révélations, la présidence du gouvernement déclare le 14 avril 2016 qu'il ne participera pas à la réunion hebdomadaire du conseil des ministres, convoquée le lendemain. Le 15 avril, il annonce dans la matinée qu'il compte démissionner de son ministère, son mandat parlementaire et la présidence du PP des Canaries. Il explique en avoir informé le président du gouvernement et cesser toute activité politique « à partir d'aujourd'hui ». Son départ du gouvernement et du Congrès ne sera officiel qu'une fois publié dans les bulletins officiels.
Le gouvernement se trouvant depuis les élections chargé de l'expédition des affaires courantes (en espagnol : en funciones), Rajoy ne pourra lui désigner de successeur et devra donc désigner un autre ministre pour exercer l'intérim du département ministériel de l'Industrie. Depuis le rétablissement de la démocratie, cette situation ne s'est produite qu'une fois, en 1986 avec Félix Pons. À la présidence du PP des Canaries, le secrétaire général Asier Antona indique lui succéder de manière provisoire, jusqu'à ce que la junte directrice régionale se réunisse pour le remplacer définitivement. Le soir, Rajoy désigne le ministre de l'Économie Luis de Guindos pour assurer la direction du ministère de l'Industrie à compter de la publication du décret royal, le lendemain.

## Affaires judiciaires
Son nom apparaît dans trois affaires judiciaires datant de son passage à la présidence du Cabildo de Gran Canaria : l'affaire « Eolo », traitant de favoritisme, l'affaire « du chalet », et l'affaire « Salmón », traitant de corruption.